# Adrian Stanilewicz
Adrian Stanilewicz (Solingen, 22 febbraio 2000) è un calciatore polacco con cittadinanza tedesca, centrocampista del Fortuna Colonia.

## Biografia
I genitori di Adrian Stanilewicz sono originari della Polonia. Adrian Stanilewicz è nato e cresciuto in Germania. Possiede la cittadinanza polacca e tedesca.

## Caratteristiche tecniche
È un mediano.

## Carriera

### Club
Cresciuto nelle giovanili del Bayer Leverkusen, passa alla prima squadra nel 2019.
Nel 2020 passa al Darmstadt, club della seconda divisione tedesca con cui colleziona 11 presenze nella seconda divisione.
Conta 2 presenze nella fase finale della UEFA Europa League, di cui una nella fase a gironi e l'altra nella gara di ritorno degli ottavi di finale.

### Nazionale
Con la nazionale Under-20 polacca ha preso parte al campionato mondiale di calcio Under-20 2019.